# Etch (Debian)
Etch is een codenaam voor de Debian 4.0, een Linuxdistributie. Sinds het verschijnen van de vorige stable-versie, 3.1 (sarge) op 6 juni 2005, was dit de testing-versie van Debian. Deze versie werd genoemd naar het personage Etch, een Etch-A-Sketch, uit de animatiefilm Toy Story. Op paasdag 8 april 2007 werd Etch door de Debianontwikkelaars als voltooid beschouwd, en werd het de nieuwe stable. Etch werd tot februari 2010 ondersteund met beveiligingsupdates. De opvolger voor Etch is Lenny (Debian 5.0).
Etch was beschikbaar voor de architecturen Alpha, ARM, PA-RISC, Intel x86, IA64, AMD64, MIPS, PowerPC, IBM S/390 en SPARC.
Sinds Etch is X.org de standaard displayserver. 